# Greatest Hits Live (álbum de Saxon)
Greatest Hits Live es el tercer álbum en vivo de la banda británica de heavy metal Saxon, publicado en 1990 por el sello Castle Communications. Se lanzó un año después de Rock 'n' Roll Gypsies para celebrar los primeros diez años de carrera de la agrupación desde que en 1979 publicaron su disco debut. Su grabación se realizó en el East Midlands Television Centre de Nottingham en 1989, cuyo listado de canciones incluyó temas desde su álbum debut hasta Destiny de 1988. Además el concierto se lanzó en video en formato VHS un año antes, que cuenta con una canción más que el disco compacto, la metalera «Strong Arm of the Law».

## Lista de canciones
| N.º | Título                         | Duración |  |
| 1.  | «Opening Theme»                | 1:36     |  |
| 2.  | «Heavy Metal Thunder»          | 3:18     |  |
| 3.  | «Rock And Roll Gypsy»          | 4:44     |  |
| 4.  | «And the Band Played On»       | 2:58     |  |
| 5.  | «20 000 FT»                    | 3:16     |  |
| 6.  | «Ride Like the Wind»           | 3:47     |  |
| 7.  | «Motorcycle Man»               | 4:07     |  |
| 8.  | «747 (Strangers in the Night)» | 5:04     |  |
| 9.  | «See the Light Shinning»       | 5:56     |  |
| 10. | «Frozen Rainbow»               | 6:38     |  |
| 11. | «Princess of the Night»        | 4:16     |  |
| 12. | «Wheels of Steel»              | 9:39     |  |
| 13. | «Denim and Leather»            | 4:08     |  |
| 14. | «Crusader»                     | 4:08     |  |
| 15. | «Rockin' Again»                | 4:18     |  |
| 16. | «Back on the Streets»          | 4:58     |  |

## Miembros
- Biff Byford: voz
- Paul Quinn: guitarra eléctrica
- Graham Oliver: guitarra eléctrica
- Nibbs Carter: bajo
- Nigel Glockler: batería